# Štidla
Štidla je malá vesnice, část obce Střevač v okrese Jičín. Nachází se asi 3,5 km na sever od Střevače. V roce 2009 zde bylo evidováno 23 adres. V roce 2001 zde trvale žilo 34 obyvatel.
Štidla leží v katastrálním území Nadslav o výměře 5,83 km2.

## Historie
První písemná zmínka o obci pochází z roku 1383. Zástavba vsi je od roku 2004 chráněna v rámci vesnické památkové zóny.

## Pamětihodnosti
- Venkovská usedlost čp. 8